# Lâu đài Buchlovice

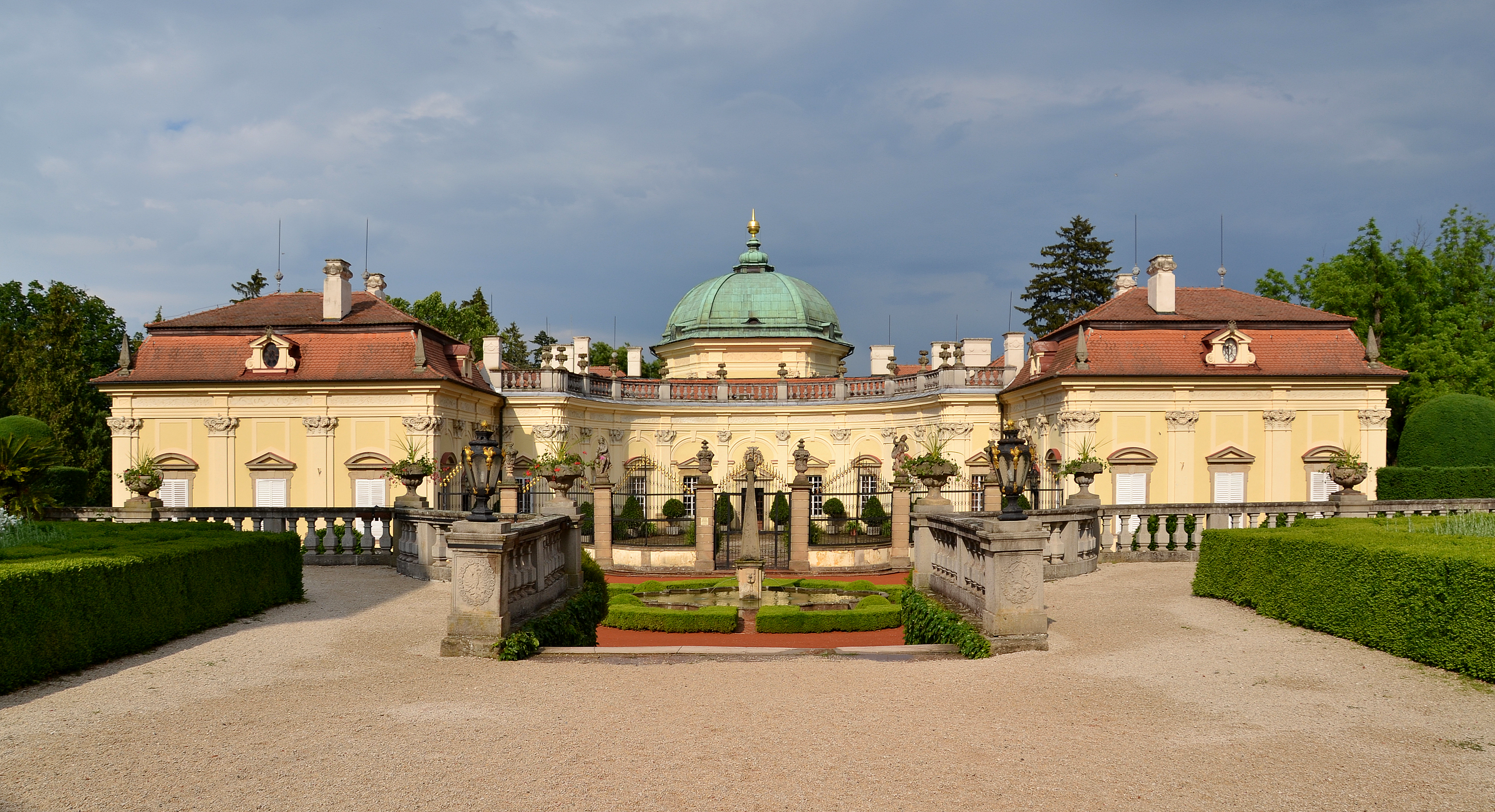
Lâu đài Buchlovice

Lâu đài Buchlovice (tiếng Đức: Schloss Buchlau) là một lâu đài nằm cách thị trấn Uherské Hradiště khoảng 10 kilômét (6 dặm) về phía tây, vùng đông nam Moravia, Cộng hòa Séc. Lịch sử của lâu đài Buchlovice gắn liền với lâu đài Buchlov ở gần đó. Vì lâu đài Buchlov ngày càng bị xuống cấp từ cuối thế kỷ 17, nên một quý tộc tên là Jan Dětřich thuộc gia tộc Petřwald đã quyết định xây thêm một nơi ở mới, là lâu đài Buchlovice. Lâu đài Buchlovice được thiết kế theo kiểu biệt thự Ý, bởi kiến trúc sư Domenico Martinelli và mang đậm phong cách Baroque. Có thể nói đây là một trong những tòa lâu đài có vẻ đẹp lãng mạn nhất tại Séc. Năm 1800, lâu đài trở thành tài sản của gia tộc Berchtold. Từ năm 1945, lâu đài được mở cửa cho công chúng vào tham quan.

## Lịch sử
Theo các bản ghi chép có niên đại từ năm 1270, khu vực xung quanh lâu đài Buchlovice đã có sự xuất hiện của con người từ thời kỳ đồ đá. Năm 1540, lâu đài Buchlovice trở thành một phần tài sản của chủ sở hữu lâu đài Buchlov ở gần đó. Do Buchlov ngày càng xuống cấp và đã không còn đáp ứng được nhu cầu về sự tiện nghi và an toàn nên vào đầu thế kỷ 18, người chủ lâu đài đã cho xây dựng thêm một lâu đài đồ sộ hơn là Buchlovice. Jan Dětrích, chủ của lâu đài Buchlov đã cho xây dựng lâu đài mới Buchlovice, theo đề xuất thiết kế của kiến trúc sư người Ý, Domenico Martinelli, từ năm 1707 đến năm 1738.
Khu phức hợp lâu đài Buchlovice được tạo thành bởi hai khu chính đó là: tòa lễ đường hay còn gọi là lâu đài dưới (Dolní zámek) và tòa công vụ, được gọi là lâu đài trên (Horní zámek). Ở giữa hai tòa nhà lớn là một khu sân vườn được trải rộng. Cả tòa lâu đài được bao quanh bởi một vườn phong cảnh kiểu Ý. Sang đến nửa cuối thế kỷ 19, khu vườn này được cải tạo sang kiểu vườn Anh và là một trong những vườn phong cảnh có giá trị nhất tại Séc.
Con gái của Jan Dětřich, Nữ Nam tước Maria Theresa Petřvaldská là người thừa kế lâu đài Buchlovice từ cha, đã kết hôn với Bá tước Prosper Antonín Berchtold. Vị Nữ Nam tước này qua đời vào năm 1768, nên từ đó tòa lâu đài thuộc về dòng họ Berchtold cho đến tận khi bị chính phủ Tiệp Khắc tịch thu vào năm 1945. Từ sau đó, người ta đã cho cải tạo lại khu vườn của lâu đài thành vườn phong cảnh kiểu Anh rộng đến 18 hecta.
Lâu đài là nơi diễn ra nhiều sự kiện lịch sử.quan trọng. Năm 1807, trong Chiến tranh Napoléon, Leopold I Berchtold đã thành lập một bệnh viện Quân y ngay trong lâu đài. Ngày 16 tháng 9 năm 1908, trước cuộc khủng hoảng Bosnia, Bá tước Leopold II Berchtold, Đại sứ của Đế quốc Áo-Hung tại Saint Petersburg, đã chủ trì cuộc họp giữa Bộ trưởng Ngoại giao Nga Alexander Izvolsky và Bộ trưởng Ngoại giao Áo-Hung Alois Aehrenthal ngay tại lâu đài Buchlovice. Đại điện của Đế quốc Áo-Hung và Nga đã ngồi vào bàn đàm phán về hiệp định Buchlau. Theo đó, hai bên đã đạt được thỏa thuận về việc Nga đồng ý cho Áo-Hung sát nhập Bosnia và Herzegovina. Đổi lại, Áo-Hung sẽ hỗ trợ Nga trong nỗ lực thực thi quyền mở rộng qua eo biển Dardanelles để chống lại Đế chế Ottoman.
Trải qua nhiều thăng trầm lịch sử, giờ đây lâu đài đã trở thành một địa điểm thăm quan cho khách du lịch. Đến với Buchlovice, du khách có thể chiêm ngưỡng những căn phòng khánh tiết nơi diễn ra những sự kiện lịch sử quan trọng, cùng những căn phòng sang trọng và quý phái với sơn hiệu ứng stucco vân san hô.

## Bộ sưu tập

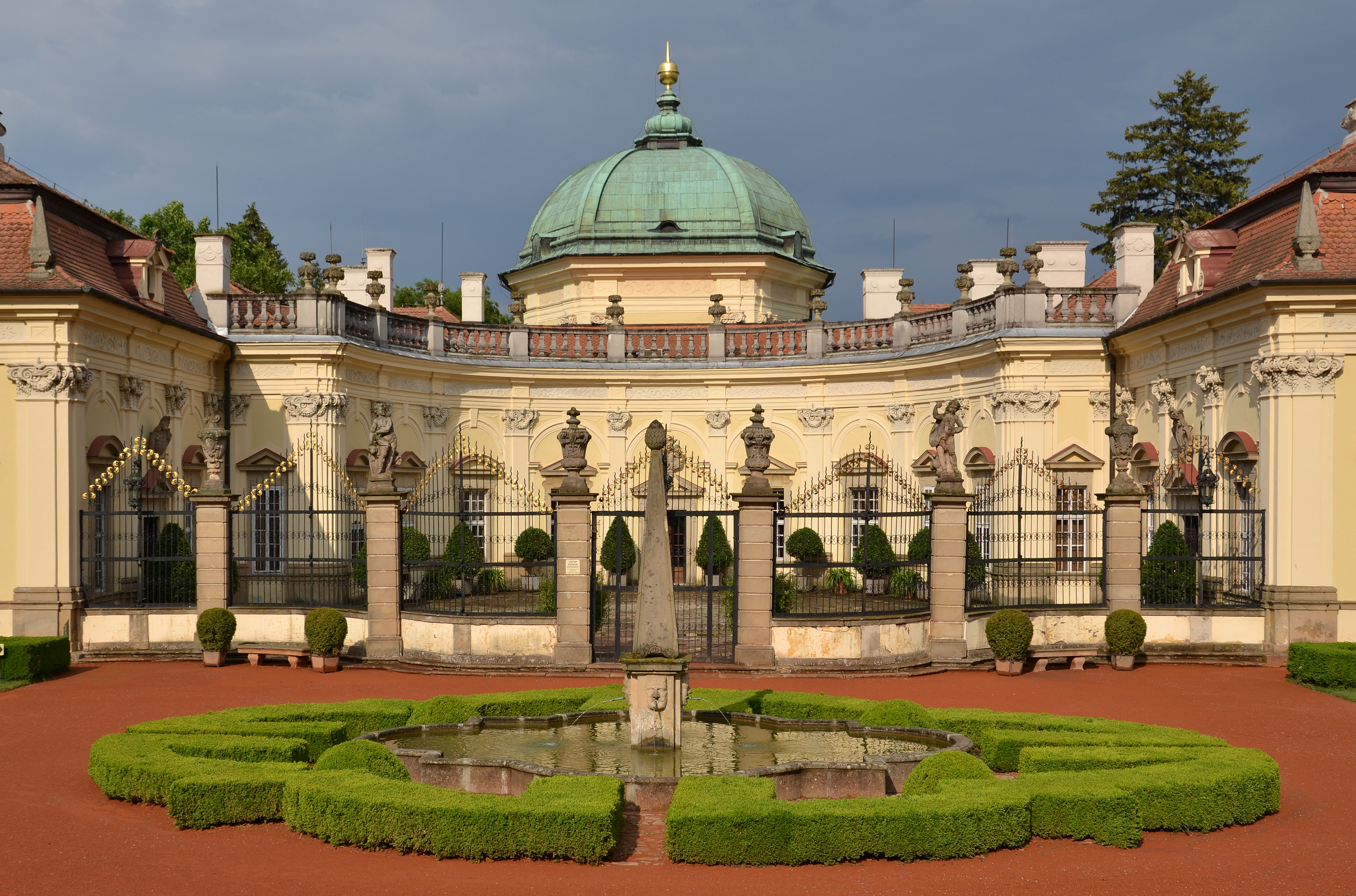
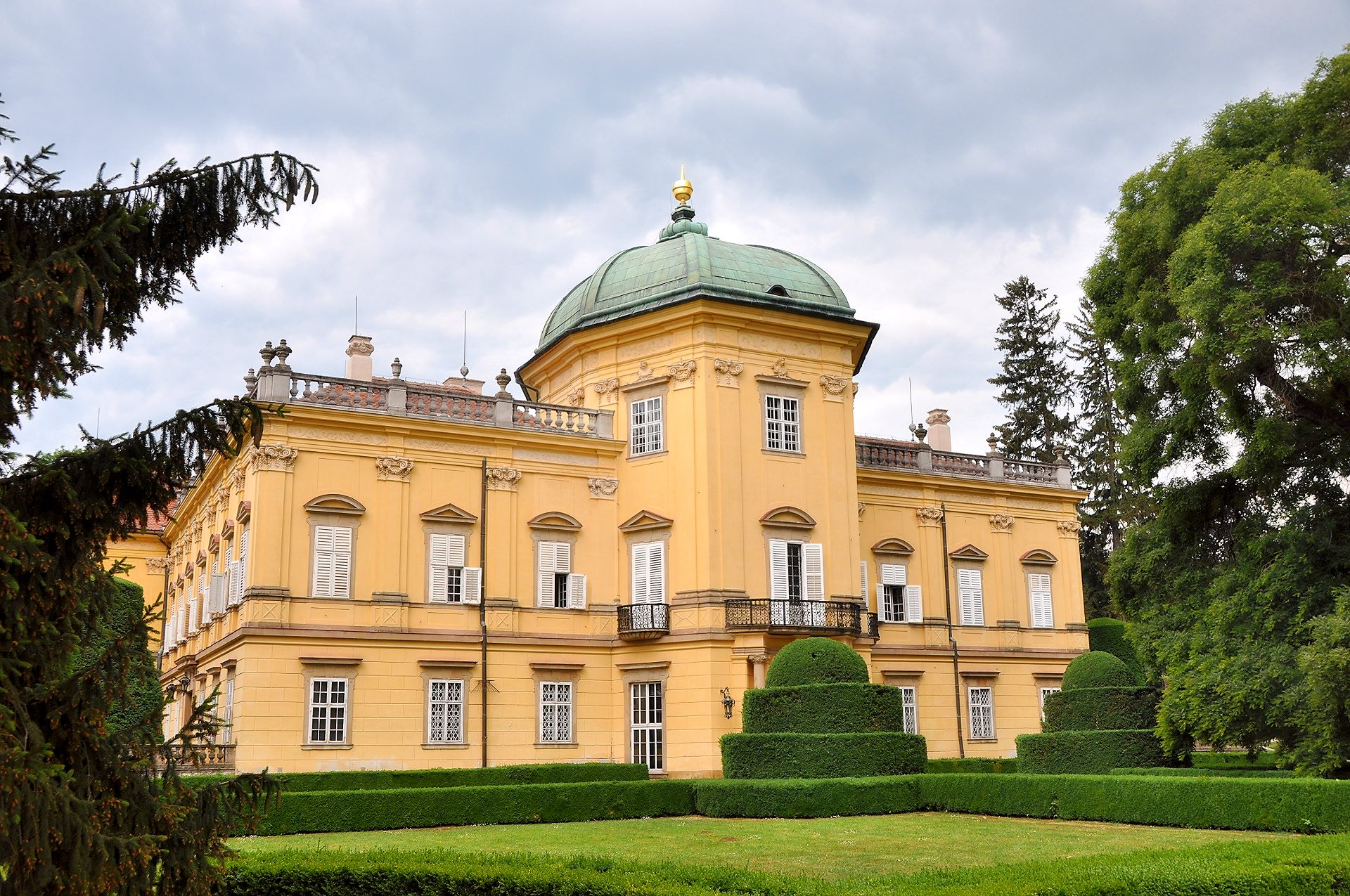
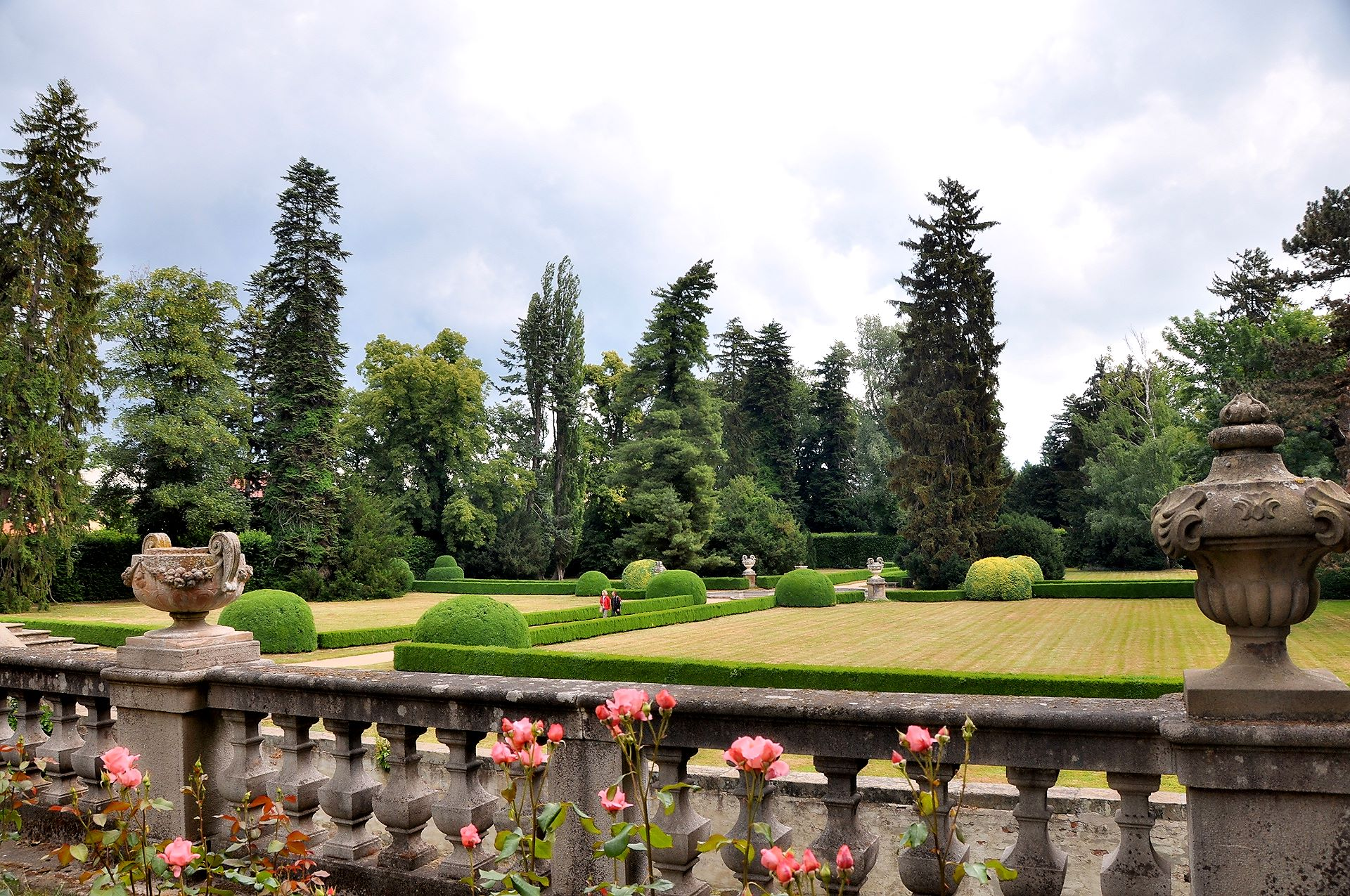
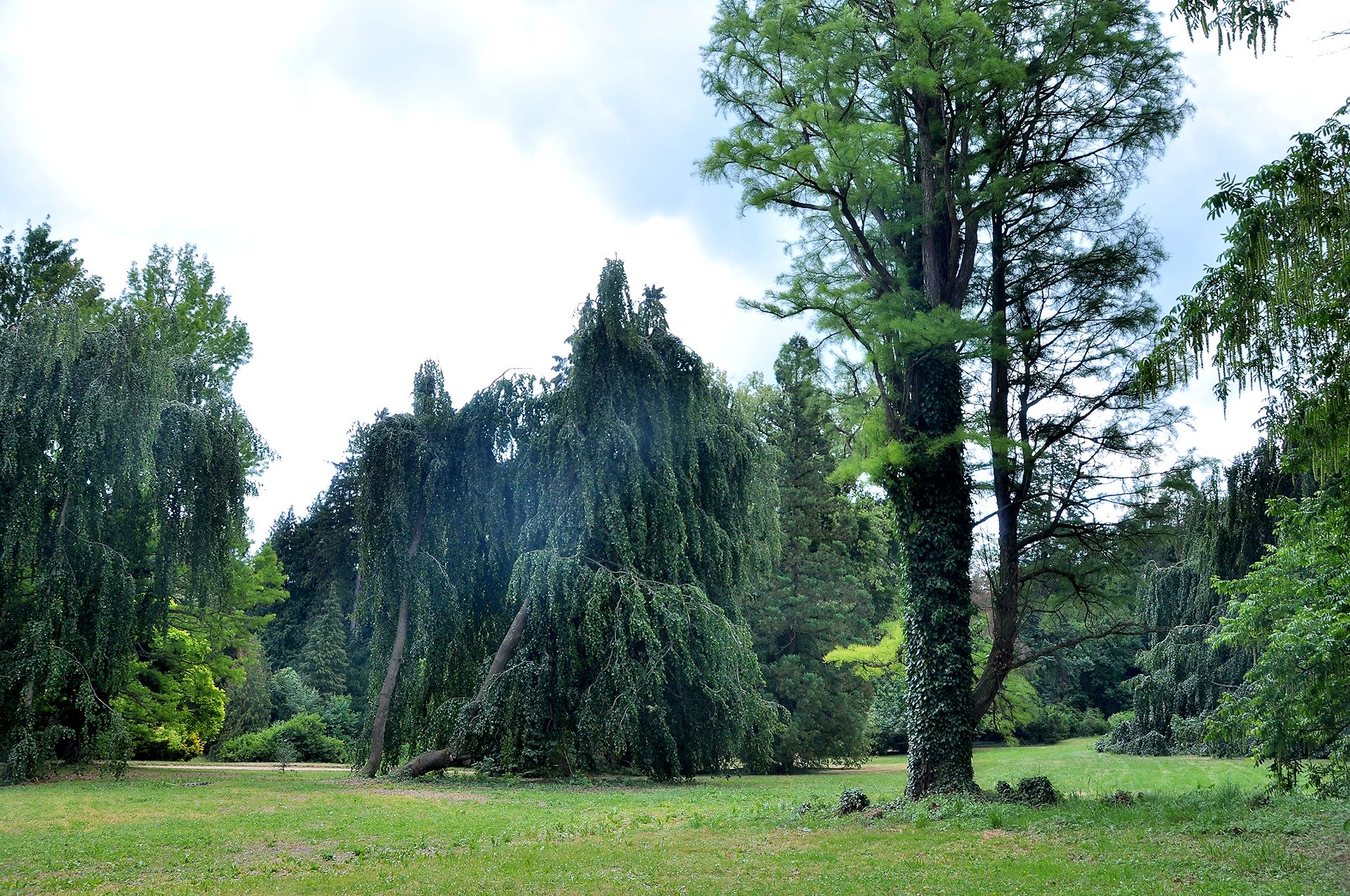
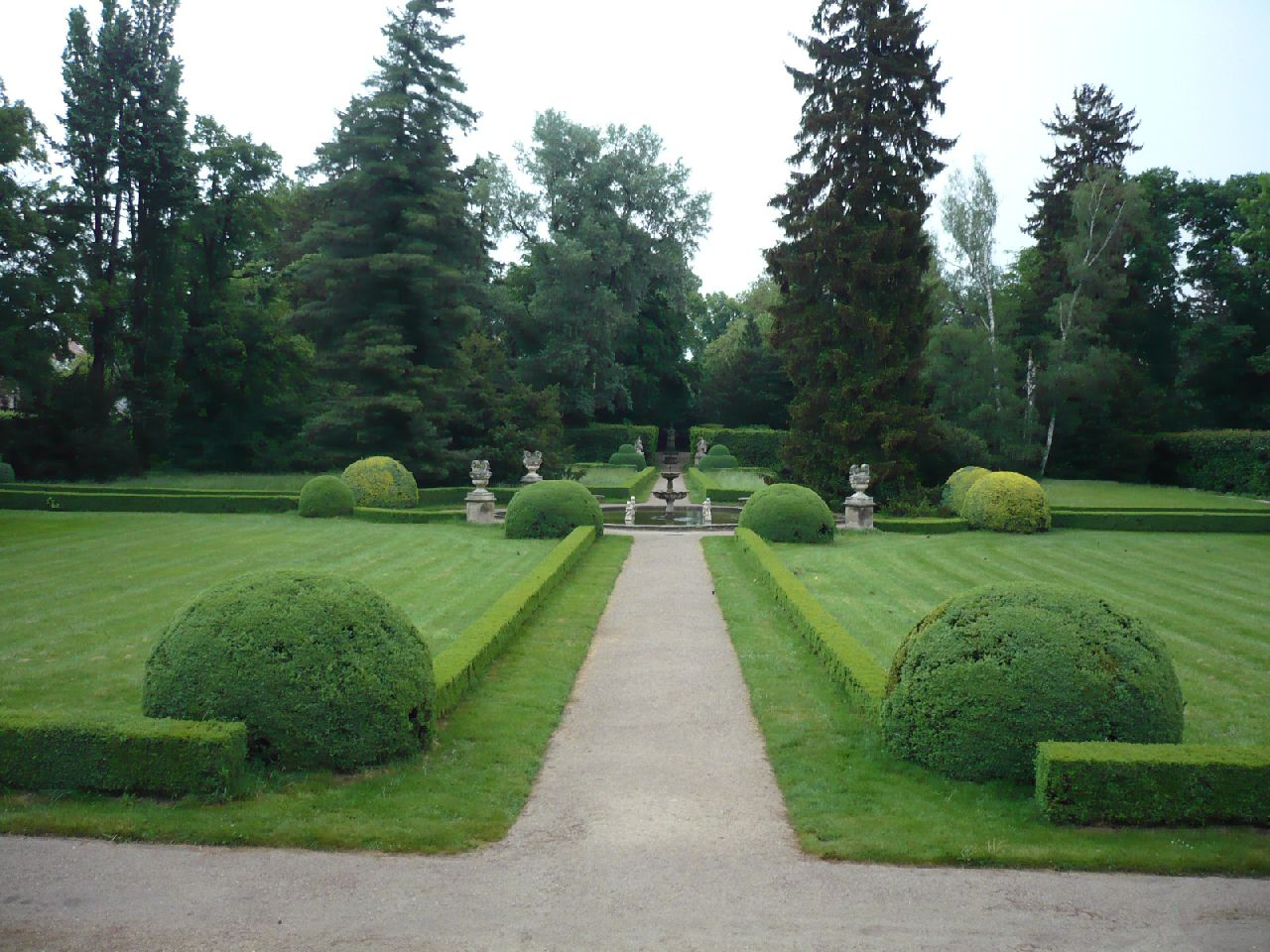